# Pleurotomaria perlata
Pleurotomaria perlata is een fossiele slakkensoort uit de familie van de Pleurotomariidae. De wetenschappelijke naam van de soort is voor het eerst geldig gepubliceerd in 1852 door Hall.